# Pierre Couplet
Pour les articles homonymes, voir Couplet.
Pierre Couplet de Tartereaux, Pierre Couplet ou Pierre Nicolas Couplet de Tartereaux ou Tartreaux, est un mécanicien français, né à Paris vers 1670, et mort dans la même ville le 23 décembre 1743.

## Biographie
Pierre Couplet est le fils de Claude Antoine Couplet, membre de l'Académie royale des sciences.
Il est nommé élève mécanicien de l'académie royale des sciences le 4 avril 1696, et élève de Claude-Antoine Couplet par Louis XIV, le 28 janvier 1699. 
À la fin d'un voyage au Brésil et au Portugal, son bateau a fait naufrage sur les côtes de Picardie. Il a réussi à se sauver mais il a perdu ses papiers et les curiosités qu'il avait récoltées. Il n'est resté de ce voyage que les terres qu'il avait écrites à Jacques Cassini, à l'abbé Bignon et d'autres. Pendant ce voyage, il a fait plusieurs mesures sur la longueur du pendule qui bat la seconde. Il en a déduit que la longueur du pendule est plus faible que celle de Paris quand on se rapproche de l'Équateur.
Il est adjoint géomètre, premier titulaire, le 3 janvier 1716 et membre pensionnaire en 1717. Il remplit les fonctions de trésorier perpétuel le 9 mars 1717.
Dans deux mémoires publiés dans les Mémoires de l'Académie royale des Sciences, en 1729 et 1730, Pierre Couplet de Tartereaux étudie l'équilibre des voûtes en partant de l'hypothèse d'une simple rotation autour des arêtes de leurs voussoirs. Il étudie la stabilité de la voûte en la supposant constituée de quatre voussoirs égaux attachés ensemble par des charnières. Augustin Danyzy a fait des expériences en modèle réduit qui ont démontré la validité de la théorie de Couplet sur le mode de renversement des voûtes.

## Publications
On peut lire dans les volumes de l'Académie royale des sciences :
- Extrait de quelques lettres envoyés de Portugal et du Brésil à M. l'abbé Bignon, président de l'Académie royale des sciences, en 1700 (lire en ligne) ;
- Observations sur l'éclipse de Lune du 22 février 1701, à Collioure, 1701 ;
- De la poussée des terres contre leurs revêtemens, et la force des revêtemens qu'on doit leur opposer, 1726, p. 106 (lire en ligne) ;
- De la poussée des terres contre leurs revêtemens, et la force des revêtemens qu'on doit leur opposer, seconde partie, dans Mémoires de Mathématique et de physique tirés des Registres de l'Académie royale des sciences de l'année 1727, p. 139-184 (lire en ligne) ;
- Troisième partie, ou suite des deux mémoires sur la poussée des terres, & la résistance des revêtemens, 1728 (lire en ligne);
- De la poussée des voûtes, 1729, p. 79-117 (lire en ligne) ;
- Seconde partie de l'examen de la poussée, 1730, p. 117 ;
- Recherches sur la construction des combles de charpente, 1731 ;
- Recherches sur le mouvement des eaux, 1732 ;
- Réflexions sur le tirage des charettes & des traineaux, 1733 ;
- Moulin horizontal, dans Machines approuvée par l'Académie royale de France (avant 1699, no 31), tome 1, p. 105-106 et dessin (lire en ligne).